# Лімацела клейка
Limacella glioderma — гриб роду лімацела (Limacella) родини мухоморових (Amanitaceae). Вважається маловідомим їстівним грибом.

## Опис
Шапка діаметром 2—6 см, від дзвоновидної до плоско-опуклої або розпростертої форми, з тонким зубчастим краєм. Шкірка слизова, гола, червонувато-бура, в центрі темніша, з віком стає бліднішою.
М'якуш білий, злегка червоніє на зрізі, з сильним запахом і смаком борошна.
Пластинки вільні, часті, широкі, білі або з кремовим відтінком. Є прожилки на поверхні і пластиночки.
Ніжка центральна, циліндрична, розмірами 4—8 × 0,4—0,7 см, у середині злегка потовщена, щільна, пізніше може бути з порожнинами. Поверхня білувата або одного кольору з шапкою, вкрита червонуватими лусочками, нижче кільця з волокнистими пластівцями.
Залишки покривал: Піхва відсутня, кільце білувате, шовковисте, ззовні вкрите червоними лусочками.
Споровий відбиток білий.
Мікроскопічні ознаки:
Спори кулясті, діаметром 4—5 мкм, гладенькі, безбарвні.
Базидії чотириспорові, булавоподібні, розмірами 25—30 × 6—7 мкм.
Трама пластинок неправильного типу, складається з гіф діаметром 4—9 мкм.

## Екологія та розповсюдження
Росте в листяних, іноді в хвойних лісах, у садах і парках, зустрічається рідко.
Розповсюджена в помірній кліматичній зоні Європи — від Британських островів до Московської та Ленінградської областей Росії; в Азії — Японія, Далекий Схід (Приморський край); в Північній Америці — США.
На території України відома в Закарпатті (околиці с. Невицьке), Карпатських лісах (околиці Трускавця), в лісах Розточчя та в Західному Лісостепу (Вінницька область, Муровано-Куриловецьке лісництво).
Сезон: липень — жовтень.

## Схожі види
- Лімацела крапчаста (Limacella guttata) більша за розмірами, з світлішою шапкою.
- Limacella delicata відрізняється шкіркою шапки, що не бліднішає з віком, слабкішим запахом. Їстівність цього виду не вивчена.